# Constitution liechtensteinoise de 1862
Constitution de 1921
La Constitution liechtensteinoise de 1862 fut promulguée par Jean II de Liechtenstein le 26 septembre 1862 à Lednice en Moravie. Elle était fortement inspirée des Constitutions de Vorarlberg (1861) et de Sigmaringen (1863).
Elle fut remplacée par la Constitution de 1921.

## Sources
- (en) Cet article est partiellement ou en totalité issu de l’article de Wikipédia en anglais intitulé « 1862 Constitution of Liechtenstein » (voir la liste des auteurs).